# Cirphis ebriosa
Cirphis ebriosa là một loài bướm đêm trong họ Noctuidae.